# Plechówka
Plechówka – wieś w Polsce położona w województwie świętokrzyskim, w powiecie kazimierskim, w gminie Kazimierza Wielka.
| SIMC    | Nazwa | Rodzaj    |
| ------- | ----- | --------- |
| 0242097 | Doły  | część wsi |

W latach 1975–1998 miejscowość administracyjnie należała do województwa kieleckiego.